# Maria Josepha de Austria
Maria Josepha de Austria (germană Maria Josepha von Habsburg, Erzherzogin von Österreich, poloneză Maria Józefa Habsburżanka; 8 decembrie 1699 – 17 noiembrie 1757) născută Arhiducesă de Austria, a fost moștenitoarea prezumtivă a Imperiului habsburgic. Prin căsătoria cu August al III-lea al Poloniei a fost Prințesă a Saxoniei și regină a Poloniei.

## Familie
S-a născut la Viena, ca arhiducesă de Austria, fiica cea mare a lui Iosif I, Împărat al Sfântului Imperiu Roman și a Prințesei Wilhelmina Amalia de Braunschweig-Lüneburg. În timpul domniei bunicului ei, tatăl și unchiul Mariei Josepha au semnat decretul prin care fiica cea mare a lui Iosif I devine moștenitoarea dominioanelor habsburgice cu condiția ca atât el cât și fratele lui să nu aibă fii. Cu toate acestea, în timpul domniei unchiului ei, Carol al VI-lea, Împărat al Sfântului Imperiu Roman, Maria Josepha și sora sa au fost excluse din linia de succesiune habsburgică în favoarea verișoarei lor Maria Tereza.
Pactum Mutuae Successionis din 1703, emis de bunicul ei, împăratul Leopold I, a făcut-o pe Maria Josepha moștenitoarea prezumtivă a unchiului ei, împăratul Carol al VI-lea; totuși, Pragmatica Sancțiune din 1713 a lui Carol VI a anulat înțelegerea anterioară și a făcut din fiica sa, Maria Theresa, succesorul său în locul Mariei Josepha.

### Căsătorie

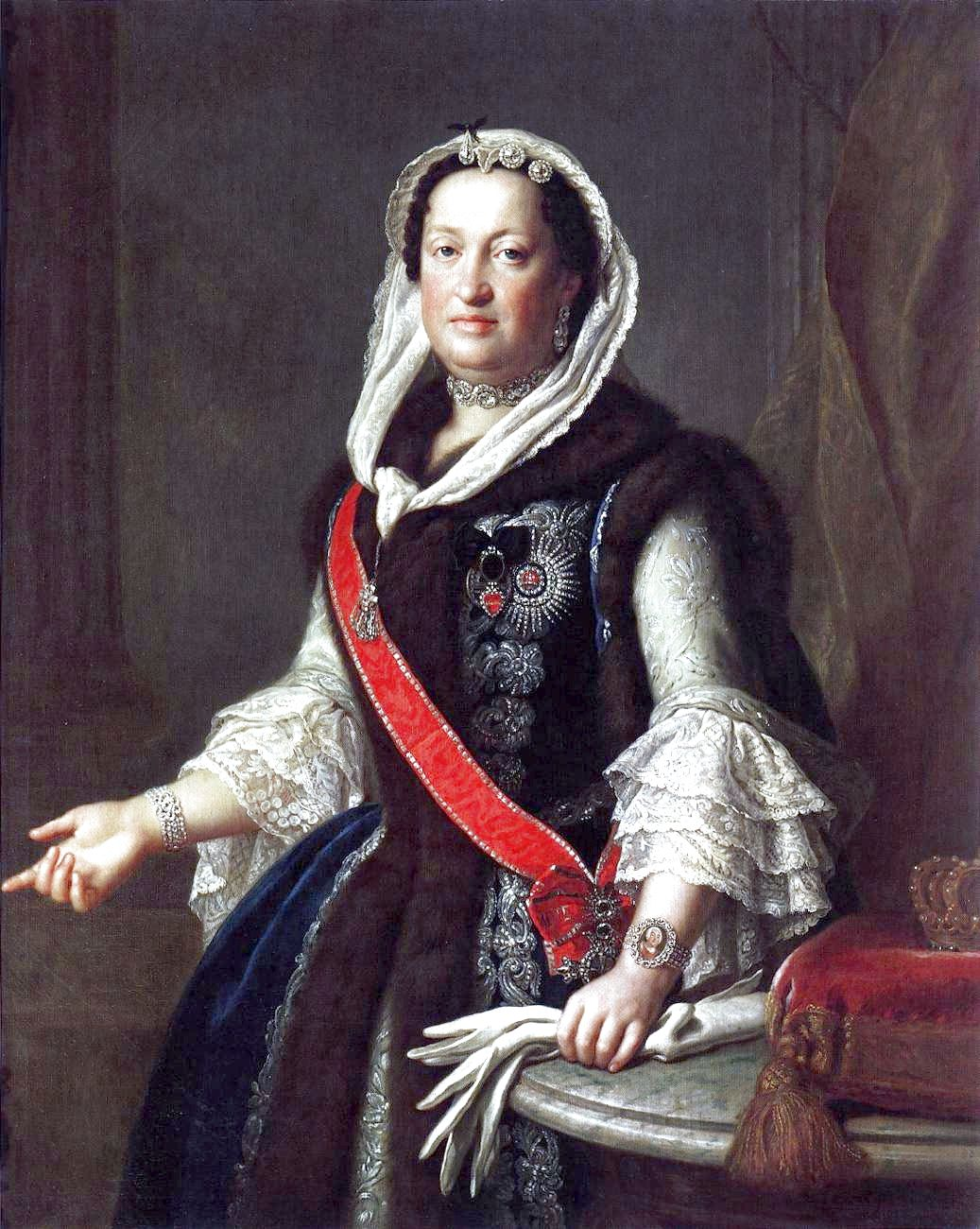
Maria Josepha

La 20 august 1719, Maria Josepha s-a căsătorit cu Frederic August al II-lea, Elector de Saxonia, care a devenit rege al Poloniei. Prin această căsătorie între Casele de Wettin și de Habsburg, tatăl lui Frederic August al II-lea, August al II-lea al Poloniei, a sperat să plaseze Saxonia într-o poziție mai bună în cazul în care ar izbucni un război de succesiune al teritoriilor austriece.
Căsătoria a fost sugerată de către viitorul ei socru încă din 1704.